# Dolnik, Tỉnh West Pomeranian
Dolnik [ˈdɔlnik] là một ngôi làng trước đây thuộc khu hành chính của Gmina Ińsko, thuộc hạt Stargard, West Pomeranian Voivodeship, nằm ở phía tây bắc Ba Lan.